# Tat'jana Ledovskaja
Tat'jana Michajlovna Ledovskaja, accreditata come Tatyana Ledovskaya dalla IAAF (in russo Татьяна Михайловна Ледовская?, in bielorusso Таццяна Міхайлаўна Ледаўская?, Taccjana Michajlaŭna Ledaŭskaja; Ščëkino, 21 maggio 1966), è un'ex ostacolista e velocista bielorussa, fino al 1991 sovietica, specializzata nei 400 metri ostacoli e nei 400 metri piani.
In carriera è stata campionessa olimpica della staffetta 4×400 metri a Seul 1988.

## Record nazionali

### Seniores
Record nazionali bielorussi
- 400 metri ostacoli: 53"11 ( Tokyo, 29 agosto 1991)

## Palmarès
| Anno                                      | Manifestazione  | Sede       | Evento      | Risultato  | Prestazione | Note                  |
| ----------------------------------------- | --------------- | ---------- | ----------- | ---------- | ----------- | --------------------- |
| In rappresentanza dell' Unione Sovietica  |                 |            |             |            |             |                       |
| 1988                                      | Giochi olimpici | Seul       | 400 m hs    | Argento    | 53"18       |                       |
| 1988                                      | Giochi olimpici | Seul       | 4×400 m     | Oro        | 3'15"18     | Record mondiale       |
| 1990                                      | Europei         | Spalato    | 400 m hs    | Oro        | 53"62       |                       |
| 1990                                      | Europei         | Spalato    | 4×400 m     | Argento    | 3'23"34     |                       |
| 1991                                      | Mondiali        | Tokyo      | 400 m hs    | Oro        | 53"11       | Record dei campionati |
| 1991                                      | Mondiali        | Tokyo      | 4×400 m     | Oro        | 3'18"43     |                       |
| In rappresentanza della Squadra Unificata |                 |            |             |            |             |                       |
| 1992                                      | Giochi olimpici | Barcellona | 400 m hs    | 4ª         | 54"31       |                       |
| In rappresentanza della Bielorussia       |                 |            |             |            |             |                       |
| 1993                                      | Mondiali indoor | Toronto    | 400 m piani | Batteria   | 53"24       |                       |
| 1993                                      | Mondiali        | Stoccarda  | 400 m hs    | Semifinale | 54"60       |                       |
| 1995                                      | Mondiali        | Göteborg   | 400 m hs    | Semifinale | dq          |                       |
| 1996                                      | Giochi olimpici | Atlanta    | 400 m hs    | Semifinale | 54"99       |                       |
| 1997                                      | Mondiali        | Atene      | 400 m hs    | Batteria   | 56"88       |                       |